# Great Snoring
Great Snoring – wieś w Anglii, w hrabstwie Norfolk, w dystrykcie North Norfolk. Leży 39 km na północny zachód od Norwich i 167 km na północny wschód od Londynu.
Miejscowość liczy 168 mieszkańców.